# サンキュー! (川嶋あいのアルバム)
『サンキュー!』は、日本のシンガーソングライター・川嶋あいの2枚目のフル・アルバム。2006年5月24日にTSUBASA RECORDS（販売元はソニー・ミュージックディストリビューション）からリリースされた。 

## 概要
前作『12個の歌』から約1年後にリリースされたオリジナルアルバム。
初回限定盤には廃盤である『この場所から…』の完全復刻盤CDが付属。
前作に続き、2作連続でオリコンチャート初登場トップ10入りしている。

## 収録曲
| 全作詞・作曲: 川嶋あい。 |                                            |                 |                 |          |      |
| #                        | タイトル                                   | 作詞            | 作曲・編曲      | 編曲     | 時間 |
| 1.                       | 「見えない翼」                             | 川嶋あい [ 3 ]  | 川嶋あい [ 4 ]  | 直樹     | 4:06 |
| 2.                       | 「Dear -Album Ver.-」                      | 川嶋あい [ 5 ]  | 川嶋あい [ 6 ]  | 直樹     | 5:33 |
| 3.                       | 「Happy Birthday!!」                       | 川嶋あい [ 7 ]  | 川嶋あい [ 8 ]  | 菊谷知樹 | 3:44 |
| 4.                       | 「drive!」                                 | 川嶋あい [ 9 ]  | 川嶋あい [ 10 ] | 川端良征 | 4:02 |
| 5.                       | 「大三角形」                               | 川嶋あい [ 11 ] | 川嶋あい [ 12 ] | 高橋諭一 | 3:45 |
| 6.                       | 「旅立ちの日に…」(Strings: 弦一徹)         | 川嶋あい [ 13 ] | 川嶋あい [ 14 ] | 武部聡志 | 5:49 |
| 7.                       | 「季節の旅人」                             | 川嶋あい [ 15 ] | 川嶋あい [ 16 ] | HΛL      | 5:12 |
| 8.                       | 「雪塵 -ホワイトダスト-」(Strings: 弦一徹) | 川嶋あい [ 17 ] | 川嶋あい [ 18 ] | KOUHEI   | 4:45 |
| 9.                       | 「Love」                                   | 川嶋あい [ 19 ] | 川嶋あい [ 20 ] | 湯浅篤   | 4:28 |
| 10.                      | 「優しい雨」                               | 川嶋あい [ 21 ] | 川嶋あい [ 22 ] | ieP      | 4:38 |
| 11.                      | 「smile and smile」                        | 川嶋あい [ 23 ] | 川嶋あい [ 24 ] | 陶山隼   | 4:38 |
| 12.                      | 「「…ありがとう...」」(Strings: 弦一徹)    | 川嶋あい [ 25 ] | 川嶋あい [ 26 ] | KOUHEI   | 6:52 |
| 13.                      | 「サンキュー!」                            | 川嶋あい [ 27 ] | 川嶋あい [ 28 ] | 長澤孝志 | 2:21 |
| 合計時間:                | 合計時間:                                  | 合計時間:       | 59:53           |          |      |

### 楽曲解説
1. 見えない翼
  - 9thシングル。
2. Dear -Album Ver.-
  - 8thシングルのアルバムバージョン。
3. Happy Birthday!!
4. drive!
  - ネッツ石川CMソング。
5. 大三角形
  - ネッツトヨタ石川CMソング。
6. 旅立ちの日に…
  - 8thシングル。
7. 季節の旅人
8. 雪塵 -ホワイトダスト-
9. Love
10. 優しい雨
11. smile and smile
12. 「…ありがとう...」
  - 7thシングル。
13. サンキュー!
  - インストゥルメンタル曲。

## 演奏
- 川嶋あい
  - Vocal
  - Chorus (#10)
- 直樹：Guitars, Synthesizer & Programming (#1.2)
- KOUHEI
  - Piano (#1.8.12)
  - Synthesizer & Programming (#8)
  - Strings Arrangement (#12)
- 押越雪彦
  - Electric Bass (#1)
  - Acoustic Bass (#12)
- 佐野康夫：Drums (#1.9.11)
- 中島有紀：Chorus (#1.3.4.5.7.9.10)
- Tsubasa's sis：Chorus (#1.3)
- nao：Piano (#2)
- 梅田潤：Electric Bass (#2)
- 菊谷知樹：Guitars, Synthesizer & Programming (#3)
- Tsubasa's bro：Chorus (#3)
- 川端良征：Guitars, Synthesizer & Programming (#4)
- 高橋諭一：Guitars, Chorus, Synthesizer & Programming (#5)
- 西村麻聡：Electric Bass (#5)
- 阿部薫：Drums (#5)
- 武部聡志：Piano (#6)
- 鹿島邦裕：Synthesizer Operator (#6)
- 渡辺恪：Guitars (#6)
- 山内薫：Electric Bass (#6)
- 河村智康：Drums (#6)
- 弦一徹ストリングス：Strings (#6.8.12)
- HΛL (梅崎俊春、清水武仁)：All Programming (#7)
- 清水武仁：Guitars (#7)
- 丸山真由子：Programming (#7)
- 北風舞：1st Violin, 2nd Violin (#7)
- 鈴木健治
  - Electric Guitar (#8)
  - Acoustic Guitar (#11)
- 種子田健：Electric Bass (#8)
- 青山純：Drums (#8)
- 萱谷亮一：Percussion (#8)
- 湯浅篤：Guitars, Synthesizer & Programming (#9)
- ieP
  - Guitars, Synthesizer & Programming (#10)
  - Acoustic Guitar (#12)
- 陶山隼：Synthesizer & Programming (#11)
- 原田真理子：Chorus (#11)
- 若森さちこ：Percussion (#12)
- 近藤孝憲：Flute (#12)
- 長澤孝志：Guitars, Synthesizer & Programming (#13)